# Elimia haysiana
Elimia haysiana är en snäckart som först beskrevs av I. Lea 1843.  Elimia haysiana ingår i släktet Elimia och familjen Pleuroceridae. IUCN kategoriserar arten globalt som sårbar. Inga underarter finns listade i Catalogue of Life.